# Colombelles
Colombelles és un municipi francès situat al departament de Calvados i a la regió de Normandia. L'any 2007 tenia 5.771 habitants.

## Demografia

### Població
El 2007 la població de fet de Colombelles era de 5.771 persones. Hi havia 2.194 famílies de les quals 562 eren unipersonals (183 homes vivint sols i 379 dones vivint soles), 630 parelles sense fills, 747 parelles amb fills i 255 famílies monoparentals amb fills.
La població ha evolucionat segons el següent gràfic:
Habitants censats

### Habitatges
El 2007 hi havia 2.316 habitatges, 2.220 eren l'habitatge principal de la família, 7 eren segones residències i 89 estaven desocupats. 1.620 eren cases i 686 eren apartaments. Dels 2.220 habitatges principals, 928 estaven ocupats pels seus propietaris, 1.272 estaven llogats i ocupats pels llogaters i 20 estaven cedits a títol gratuït; 69 tenien una cambra, 211 en tenien dues, 406 en tenien tres, 749 en tenien quatre i 785 en tenien cinc o més. 1.475 habitatges disposaven pel capbaix d'una plaça de pàrquing. A 1.082 habitatges hi havia un automòbil i a 690 n'hi havia dos o més.

### Piràmide de població
La piràmide de població per edats i sexe el 2009 era:
| Homes | Edats   | Dones |
| ----- | ------- | ----- |
| 0     | 95 o +  | 0     |
| 0     | 90 a 94 | 28    |
| 12    | 85 a 89 | 52    |
| 24    | 80 a 84 | 44    |
| 36    | 75 a 79 | 124   |
| 96    | 70 a 74 | 120   |
| 148   | 65 a 69 | 128   |
| 108   | 60 a 64 | 180   |
| 136   | 55 a 59 | 128   |
| 160   | 50 a 54 | 180   |
| 232   | 45 a 49 | 224   |
| 280   | 40 a 44 | 252   |
| 244   | 35 a 39 | 228   |
| 220   | 30 a 34 | 220   |
| 188   | 25 a 29 | 180   |
| 168   | 20 a 24 | 208   |
| 284   | 15 a 19 | 249   |
| 264   | 10 a 14 | 244   |
| 192   | 5 a 9   | 220   |
| 212   | 0 a 4   | 172   |

## Economia
El 2007 la població en edat de treballar era de 3.622 persones, 2.565 eren actives i 1.057 eren inactives. De les 2.565 persones actives 2.137 estaven ocupades (1.141 homes i 996 dones) i 428 estaven aturades (204 homes i 224 dones). De les 1.057 persones inactives 287 estaven jubilades, 401 estaven estudiant i 369 estaven classificades com a «altres inactius».

### Ingressos
El 2009 a Colombelles hi havia 2.164 unitats fiscals que integraven 5.528 persones, la mediana anual d'ingressos fiscals per persona era de 15.419 €.

### Activitats econòmiques
Dels 288 establiments que hi havia el 2007, 3 eren d'empreses extractives, 8 d'empreses alimentàries, 1 d'una empresa de fabricació de material elèctric, 1 d'una empresa de fabricació d'elements pel transport, 15 d'empreses de fabricació d'altres productes industrials, 50 d'empreses de construcció, 69 d'empreses de comerç i reparació d'automòbils, 9 d'empreses de transport, 9 d'empreses d'hostatgeria i restauració, 24 d'empreses d'informació i comunicació, 17 d'empreses financeres, 4 d'empreses immobiliàries, 44 d'empreses de serveis, 20 d'entitats de l'administració pública i 14 d'empreses classificades com a «altres activitats de serveis».
Dels 70 establiments de servei als particulars que hi havia el 2009, 1 era una oficina de correu, 5 oficines bancàries, 1 funerària, 10 tallers de reparació d'automòbils i de material agrícola, 1 taller d'inspecció tècnica de vehicles, 1 autoescola, 8 paletes, 11 guixaires pintors, 6 fusteries, 6 lampisteries, 6 electricistes, 3 empreses de construcció, 4 perruqueries, 1 veterinari, 4 restaurants, 1 tintoreria i 1 saló de bellesa.
Dels 12 establiments comercials que hi havia el 2009, 2 eren supermercats, 1 una gran superfície de material de bricolatge, 1 una botiga de més de 120 m², 2 fleques, 3 carnisseries, 1 una botiga d'equipament de la llar, 1 una sabateria i 1 una botiga de mobles.

## Equipaments sanitaris i escolars
El 2009 hi havia 1 centre de salut i 2 farmàcies.
El 2009 hi havia 2 escoles maternals i 2 escoles elementals. Colombelles disposava d'un col·legi d'educació secundària amb 283 alumnes.

## Poblacions més properes
El següent diagrama mostra les poblacions més properes.